# Ультразвуковое прессование нанопорошков
Ультразвуковое прессование нанопорошков (англ. ultrasound pressing of nanopowders) — метод сухого холодного компактирования керамических нанопорошков без применения пластификаторов.

## Описание
Воздействие на порошок мощного ультразвука в процессе прессования уменьшает межчастичное трение и трение частиц порошка о стенки пресс-формы, частично разрушает агломераты и крупные частицы, повышает поверхностную активность частиц порошка и равномерность их распределения по объему. Это способствует повышению плотности спрессованного изделия, ускорению диффузионных процессов, ограничению роста зёрен при последующем спекании и сохранению наноструктуры. Ультразвуковое прессование нанопорошков особенно эффективно при изготовлении изделий сложной формы.